# Bill Duke
Bill Duke (Poughkeepsie, New York, 26 februari 1943) is een Amerikaans acteur, filmregisseur, producent en (scenario)schrijver. 
Bill Duke deed als regisseur zijn intrede in de TV- en filmwereld in het midden van de jaren tachtig en was onder meer betrokken bij de series Miami Vice, Cagney and Lacey en Hill Street Blues. Ook regisseerde hij tal van gerenommeerde televisiefilms. Hij werd een bekend gezicht toen hij als acteur zijn opwachting maakte naast Arnold Schwarzenegger in Commando (1985) en Predator (1987). Ook verwierf hij bekendheid naast Carl Weathers, die hij van de set van Predator kende, als diens chef in de film Action Jackson. Weathers en Duke zouden elkaar nog regelmatig tegenkomen. Duke is evenzo vaak voor, als achter de camera te vinden. Als acteur vertolkt hij vaak rollen in politiefilms en -series.

## Filmografie
- Mandy (2018)
- Battledogs (2013)
- The Go-Getter (2007)
- Yellow (2006)
- Lost (2006)
- X-Men: The Last Stand (2006)
- Battlestar Galactica (2006)
- Get Rich or Die Tryin' (2005)
- National Security (2003)
- Red Dragon (2002)
- Love and a Bullet (2002)
- Exit Wounds (2001)
- Never Again (2001)
- Fever (1999)
- Foolish (1999)
- Payback (1999)
- Susan's Plan (1998)
- Sister Act 2: Back in the Habit (1993)
- Menace II Society (1993)
- Bird on a Wire (1990)
- Street of No Return (1989)
- Action Jackson (1988)
- No Man's Land (1987)
- Predator (1987)
- Commando (1985)
- American Gigolo (1980)
- Charlie's Angels (1978)
- Starsky and Hutch (1978)
- Car Wash (1976)